# جانگ دونگ گون
جانگ دونگ گون (کره‌ای: 장동건؛ زادهٔ ۷ مارس ۱۹۷۲) بازیگر اهل کره جنوبی است. او بیشتر به خاطر ایفای نقش اصلی در فیلم‌های دوست (۲۰۰۱) و تگوکی (۲۰۰۴) و بازی در نقش تاگون در مجموعهٔ تلویزیونی سرگذشت اسدال شناخته می‌شود.

## فیلم‌شناسی

### فیلم

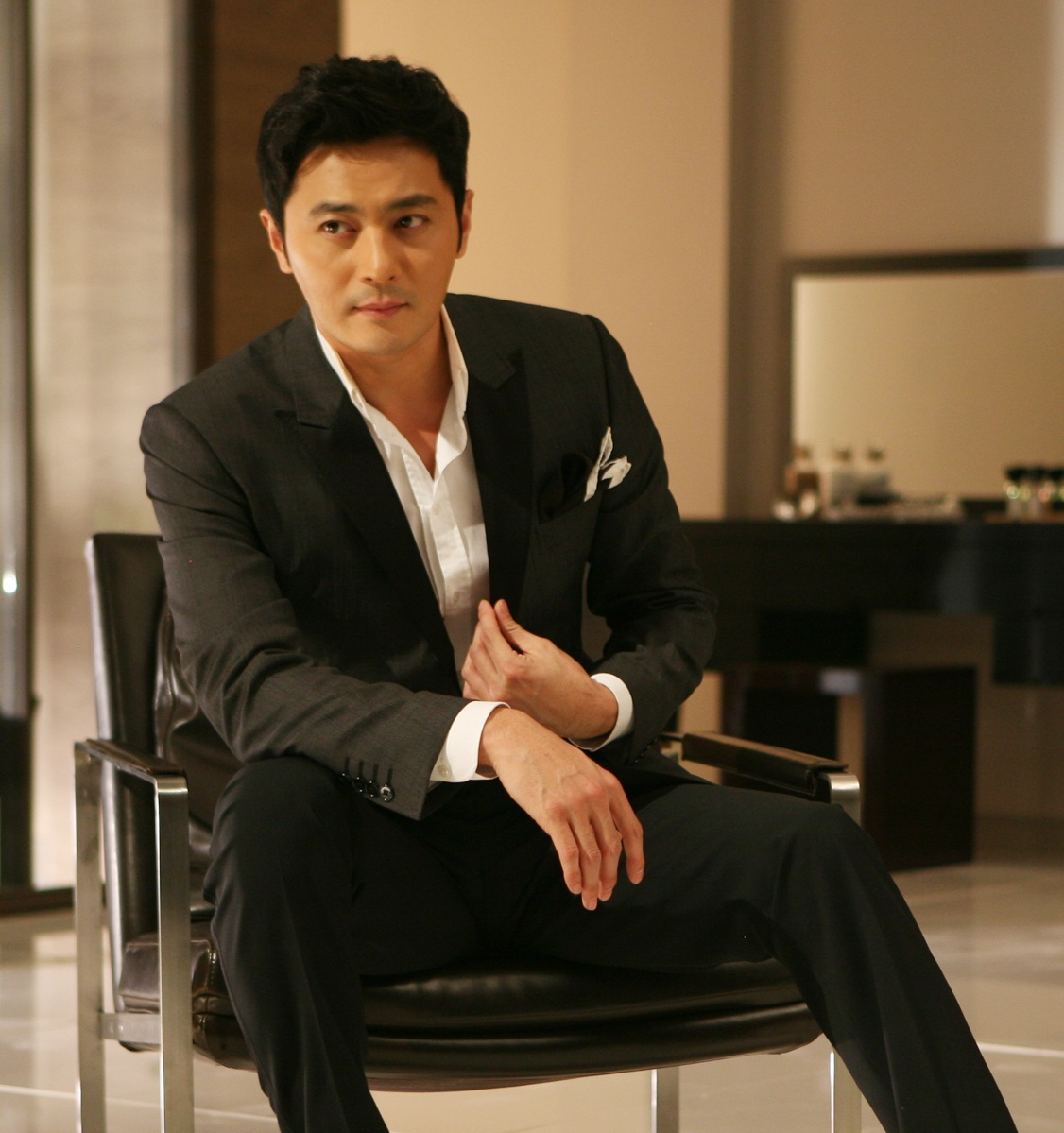
جانگ دونگ-گون در یک تبلیغ ال‌جی در سال ۲۰۱۱

| سال  | عنوان                           | نقش                    |
| ---- | ------------------------------- | ---------------------- |
| ۱۹۹۷ | Repechage                       | مین-گیو                |
| ۱۹۹۷ | تعطیلات در سئول                 | راننده تاکسی           |
| ۱۹۹۸ | اولین بوسه                      | حضور افتخاری           |
| ۱۹۹۹ | آهنگ عشق باد عشق                | ته-هی                  |
| ۱۹۹۹ | جایی برای پنهان شدن نیست        | کارآگاه کیم            |
| ۲۰۰۰ | آنارشیست‌ها                      | سرگئی                  |
| ۲۰۰۱ | دوست                            | لی هان دونگ-سو         |
| ۲۰۰۲ | خاطرات گمشده ۲۰۰۹               | ماسایوکی ساکاموتو      |
| ۲۰۰۲ | گارد ساحلی                      | سرباز وظیفه کانگ       |
| ۲۰۰۴ | تگوکی                           | لی جین-ته              |
| ۲۰۰۵ | تیفون                           | شین                    |
| ۲۰۰۵ | قول                             | کونلون، برده           |
| ۲۰۰۹ | صبح بخیر، رئیس                  | چا جی-ووک              |
| ۲۰۱۰ | رسم سلحشور                      | یانگ                   |
| ۲۰۱۱ | راه من                          | کیم جون-شیک            |
| ۲۰۱۲ | روابط خطرناک                    | شی ییفان               |
| ۲۰۱۳ | دوست: میراث بزرگ                | دونگ-سو (حضور افتخاری) |
| ۲۰۱۴ | هیچ اشکی برای مردگان وجود ندارد | گون                    |
| ۲۰۱۷ | وی‌آی‌پی                          | پارک جه-هیوک           |
| ۲۰۱۸ | هفت سال شب                      | یونگ-جه                |
| ۲۰۱۸ | رمپانت                          | کیم جا-جون             |

### مجموعه تلویزیونی
| سال  | عنوان                             | نقش           | شبکه   |
| ---- | --------------------------------- | ------------- | ------ |
| ۱۹۹۲ | بهشت ما(우리들의 천국)            |               | ام‌بی‌سی |
| ۱۹۹۳ | ایلجیما                           | ایلجیما       | ام‌بی‌سی |
| ۱۹۹۴ | آخرین مسابقه                      | یون چول-جون   | ام‌بی‌سی |
| ۱۹۹۶ | آیسینگ                            | یون چان       | ام‌بی‌سی |
| ۱۹۹۷ | برادران پزشک                      | کیم سو-هیونگ  | ام‌بی‌سی |
| ۱۹۹۷ | مدل                               | لی جونگ       | اس‌بی‌اس |
| ۱۹۹۷ | افسانهٔ یک قهرمان                  | کیم ته-وو     | ام‌بی‌سی |
| ۱۹۹۸ | آماده برو!                        | شین جی-سو     | ام‌بی‌سی |
| ۱۹۹۸ | عشق                               | جونگ این-ها   | ام‌بی‌سی |
| ۱۹۹۹ | فصل بهار                          | کانگ هیون-وو  | ام‌بی‌سی |
| ۱۹۹۹ | روح                               | جانگ ده-هیوپ  | اس‌بی‌اس |
| ۲۰۰۰ | همه چیز دربارهٔ ایو                | یون هیونگ-چول | ام‌بی‌سی |
| ۲۰۱۲ | وقار جنتلمن                       | کیم دو-جین    | اس‌بی‌اس |
| ۲۰۱۸ | دادخواست‌ها                        | چوی کیونگ-سو  | کی‌بی‌اس |
| ۲۰۱۹ | سرگذشت آسدال                      | تا گون        | تی‌وی‌ان |
| TBA  | Once Loved You Distressed Forever | شو ژی         |        |

### برنامه‌های تلویزیونی
| سال  | عنوان            | شبکه       | نقش    | توضیحات | منابع  |
| ---- | ---------------- | ---------- | ------ | ------- | ------ |
| ۲۰۲۲ | بازگشت به کتاب‌ها | تی‌وی چوسان | میزبان | فصل ۲   | [ ۱۱ ] |